# Antipodochlora braueri
Antipodochlora braueri är en trollsländeart som först beskrevs av Selys 1871.  Antipodochlora braueri ingår i släktet Antipodochlora och familjen skimmertrollsländor. IUCN kategoriserar arten globalt som livskraftig. Inga underarter finns listade i Catalogue of Life.

## Bildgalleri

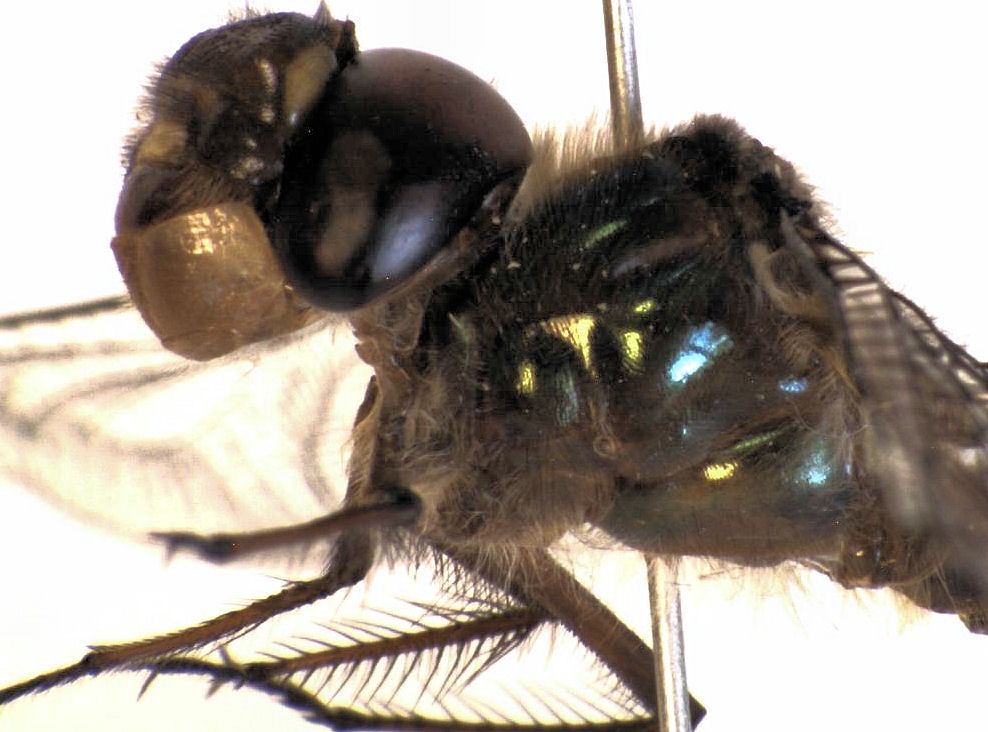